# Stemmer fra Bolivia
|  | Denne artikel er oprettet af botten PalnaBot ud fra en ekstern database. Den kan derfor have sproglige fejl eller mangler. Denne skabelon kan fjernes efter kontrol af indholdet. |

Stemmer fra Bolivia er en dokumentarfilm fra 2005 instrueret af Niels Boel efter manuskript af Niels Boel.

## Handling
»Stemmer fra Bolivia« handler om dagligdagen i en bjerglandsby i en fjern egn af Bolivia. Her er hverken asfalt, lys, strøm eller sanitære installationer. En lille telefoncentral indvies, - måske et tegn på at tingene langsomt vil ændre sig. I de omkringliggende bjerge hersker godsejeren som altid, og quechua-indianerne holder fast i deres ældgamle tro og skikke. Én gang om året vækkes landsbyen af sin dvale. Det er, når der holdes marked, og landsbyen invaderes af omrejsende handelsfolk og indianske bønder, som kommer gående eller ridende langvejs fra. Historien er fortalt af en pige fra landsbyen, og filmen respekterer i sit sprog og sin stil indianernes blufærdighed og den rolige puls, der hersker i Bolivias bjerge.